# Bellamya rubicunda
Bellamya rubicunda é uma espécie de gastrópode  da família Viviparidae.
Pode ser encontrada nos seguintes países: República Democrática do Congo e Uganda.